# دختر اهل بولونیا
دختر اهل بولونیا (ایتالیایی: La bolognese) یک فیلم کمدی سکسی سبک ایتالیایی به کارگردانی آلفردو ریتسو است که در سال ۱۹۷۵ منتشر شد.

## گزیدهٔ بازیگران
- فرانکا گونلا
- لوچانو پیگوتسی
- رناتو مالاواسی
- لوکا اسپورتلی
- انتسو پولکرانو
- آتیلیو دوتزیو
- دادا گالوتی
- ریا دِ سیمونه
- گوییدو لئونتینی
- روبرتینو لورتی